# Kubb

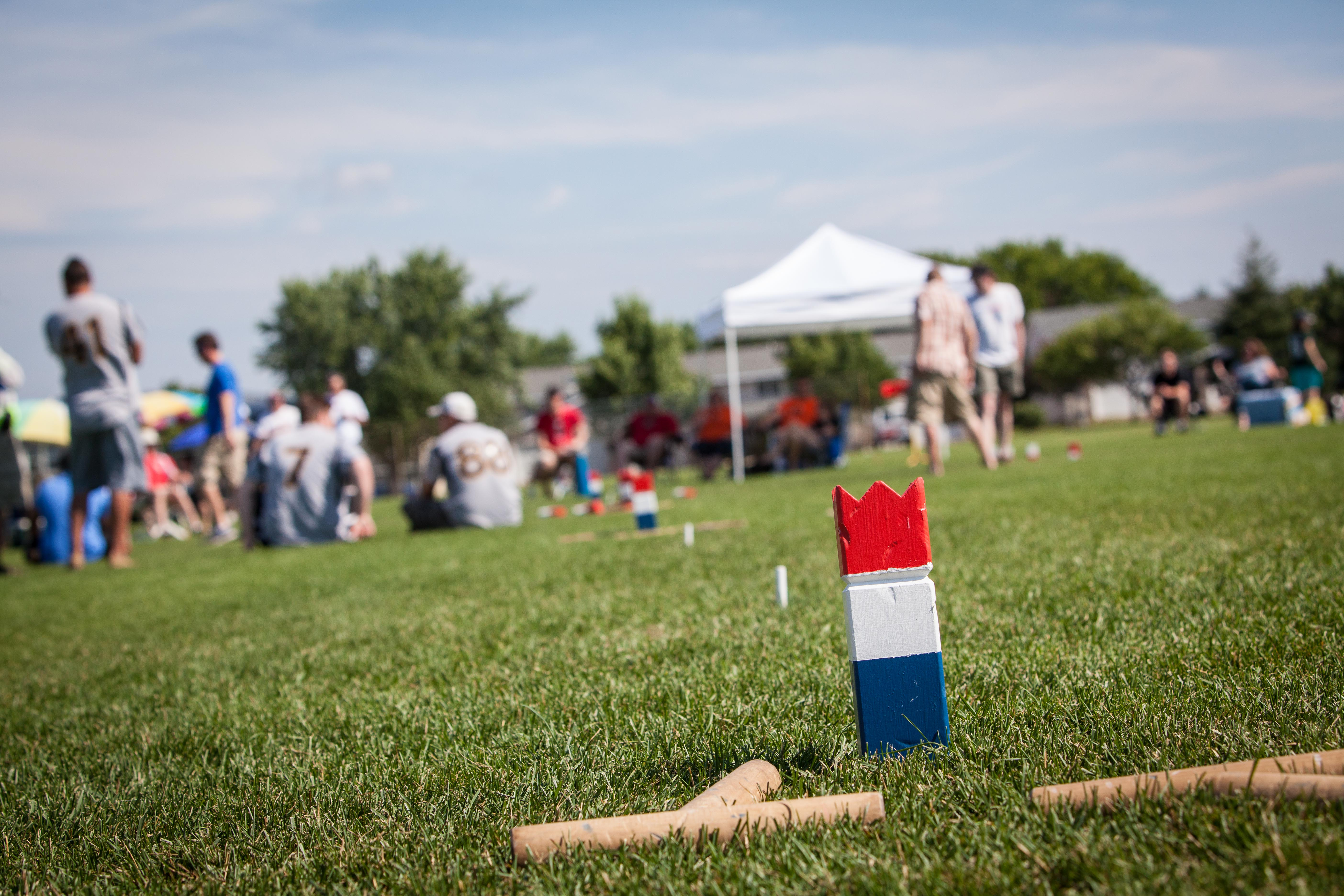
El rei en un camp no utilitzat durant les rondes finals del Campionat Nacional de Kubb dels EUA de 2013

El kubb (pronunciat keb en suec i gútnic) és un joc a l'aire lliure on l'objectiu és tombar blocs de fusta (kubbs) llançant-los porres de fusta, també anomenats bastons. El darrer kubb és més gran i s'anomena rei. Té similituds amb l'ancestral joc de bitlles catalanes.
El joc del kubb es pot descriure com una combinació de bitlles i joc de ferradures. Es desenvolupa en un petit camp de joc rectangular de 5x8 metres, apropiat per jugar e;espais públics com els parcs.
Els kubbs es col·loquen als dos extrems del camp, i el "rei" al mig del camp. Algunes regles varien de regió a regió, però l'objectiu final del joc és tombar els kubbs del costat contrari del camp i després tombar el rei abans que ho faci l'oponent. Els jocs poden durar des de cinc minuts fins a més d'una hora. El joc es pot jugar en una gran varietat de superfícies com ara herba, sorra, formigó, neu o fins i tot gel.

## Història

### Possibles antecedents

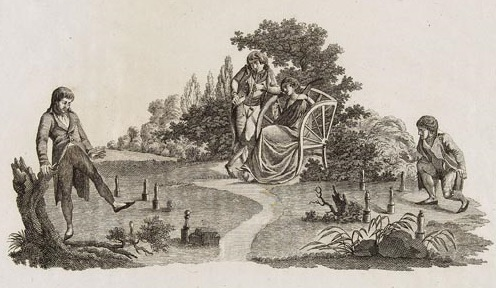
Nois jugant al joc dels kaisers amb —insisteix l'autor de la imatge— “les bitlles equivocades”.

Les característiques del kubb que més el distingeixen d'altres jocs de tirar bitlles (com ara les bitlles i els skittles) són que 1) els equips "pertanyen" a costats oposats del camp de joc, i 2) les boles caigudes es "reusen" de nou al joc i es poden llançar a costats oposats. Endrei i Zolnay assenyalen breument un joc sense nom, jugat a Polònia "ja al segle XVI", que sembla presentar ambdues característiques.
Tot i que difereixen del kubb en detalls, el joc dels kaisers, tal com es va publicar a Leipzig el 1800, mostra la majoria de les característiques fonamentals del kubb, incloent-hi els equips a dues bandes, les bitlles reusades, un pivot central i fins i tot el requisit de llançar des de darrere de les pròpies bitlles; tot i que, com en el joc polonès, el projectil principal és una pilota en lloc d'un bastó.
El joc carelià kyykkä i el possiblement siberià bunnock presenten equips i, a diferència del joc polonès i els kaisers, utilitzen versions de porres com a projectils en lloc de pilotes.
Tot i que tipològicament està relacionat amb el kubb, no s'ha demostrat cap connexió històrica definitiva entre aquests jocs i el kubb.

### Noruega
Conegut com a kilkasting, les variacions del kubb s'han utilitzat com a joc infantil i per a competicions juvenils. Es coneix i es descriu des de mitjans del segle XIX.

### Suècia
Sören Wallin ha identificat el joc suec kägelkrig (tal com es descriu en una enciclopèdia de 1911) essencialment igual que el kubb.  :22Aquest joc era conegut a la Suècia continental almenys des del 1878, quan es va descriure a Ungdomens Bok, una mena de llibre per a nens similar al Boys' Own.

El kägelkrig, el joc polonès, i els kàisers semblen incloure bitlles caigudes que es llancen al costat contrari per tal de tombar les bitlles de l'oponent, cosa que no és una característica del kubb contemporani.

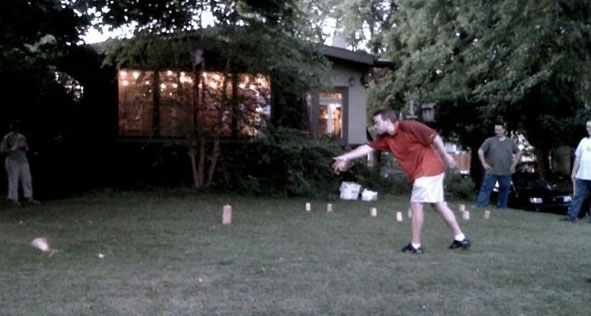
Demostració de la forma de Kubb al Peterson Midwest Match de 2009

#### Gotland
Malgrat el que es pot llegir en resums històrics, el joc del kubb era desconegut a Gotland el 1912, quan es va elaborar una llista de jocs tradicionals de Gotland, coincidint amb els Jocs Olímpics celebrats a Estocolm aquell any. :24Tanmateix, el 1931 un etnòleg gotlàndic, que va visitar l'illa de Fårö, just al nord de Gotland, va registrar el primer ús conegut del nom kubb per a aquest joc,:22 i ja el jugaveh els residents de Gotland com a mínim a mitjans del segle XX.

A la dècada del 1980 es va convertir en una moda local, donant lloc als primers esforços de fabricació comercial local a finals dels anys vuitanta. :20 :25El 1995 es va iniciar un torneig a Rone, Gotland, el Campionat Mundial de Kubb, amb un nom irònic, ja que en aquell moment encara era un assumpte completament local. :20 No obstant això, en només uns anys equips del continent i internacionals van anar a Gotland per competir, i un important fabricant suec venia jocs de kubb. A la dècada del 2000, el joc del kubb es va estendre a diversos països europeus, així com als EUA i al Canadà. Actualment, es fan grans tornejos de kubb a tot Europa i als Estats Units d'Amèrica. Només a Bèlgica es van celebrar més de 50 tornejos el 2012.

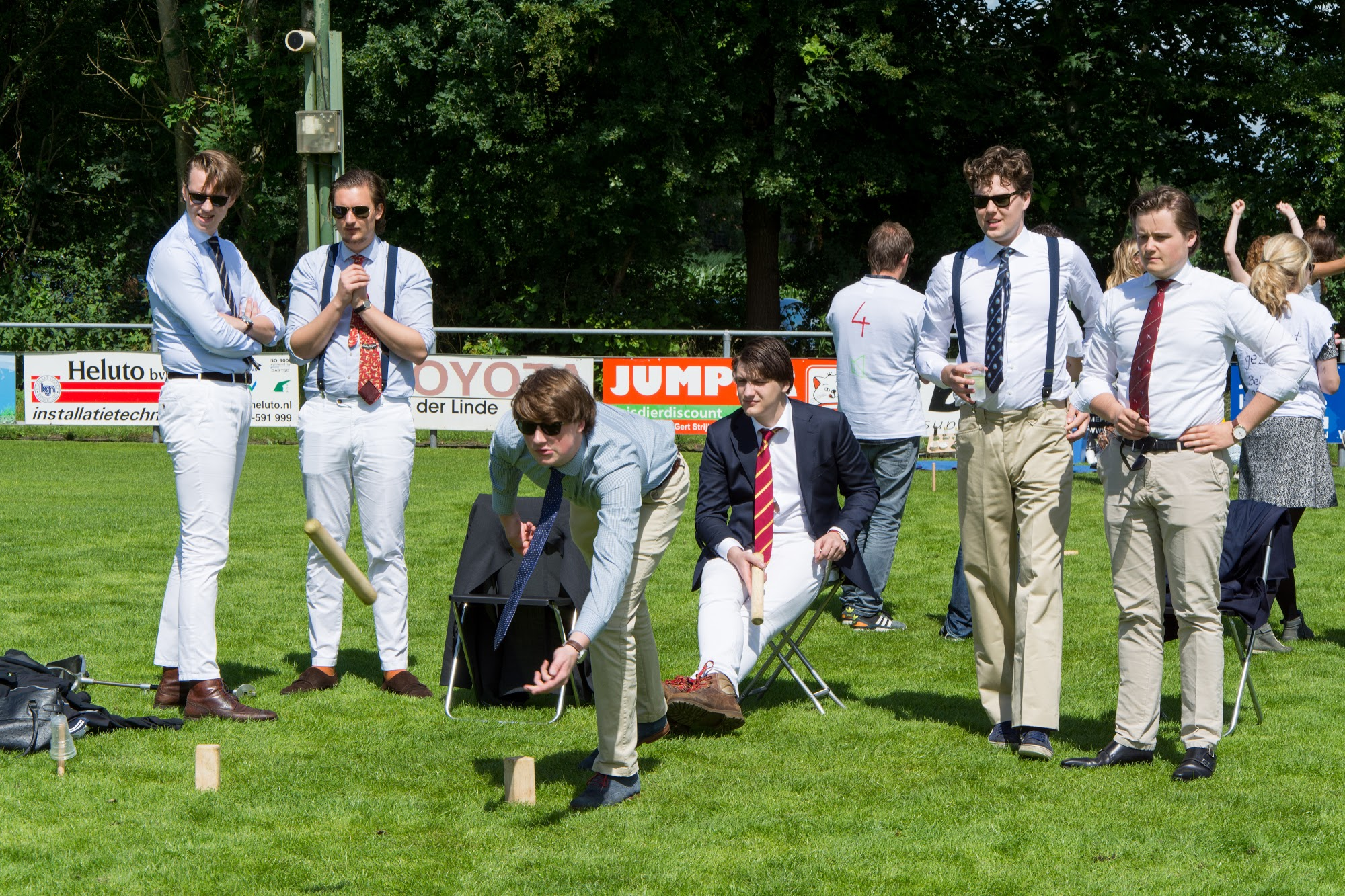
L'equip holandès de kubb Jan-Diederick en de Ravenvangers al Campionat Holandès de 2016.

El Campionat Mundial de Kubb té lloc al mateix temps que la "Setmana Medieval" a Visby, que ha estat "el principal imant turístic de l'illa des de mitjans dels anys vuitanta". :19 La Setmana Medieval també incorpora el joc del kubb, i aquesta connexió probablement ha motivat la comercialització dels kubb, tant als Estats Units com a Europa, amb denominacions tan infundades com ara "escacs vikings" i "joc a l'aire lliure viking nòrdic antic". :19

### Regne Unit
El UK Kubb és l'organisme nacional del Kubb al Regne Unit. Va ser fundat el 2006 per dos entusiastes, un dels quals havia après a jugar durant les vacances a Suècia. Van organitzar un Campionat de Kubb del Regne Unit que s'ha celebrat anualment des de llavors. Les regles del campionat estan adaptades de les regles del Campionat Nacional dels Estats Units.

### Catalunya
A Catalunya hi ha la tradició de les bitlles catalanes, documentat almenys des del segle XIV i fins a cert punt similar al joc del kubb. A data juny 2025 no s'havia establert encara la Federació Catalana de Kubb.

## Elements del joc

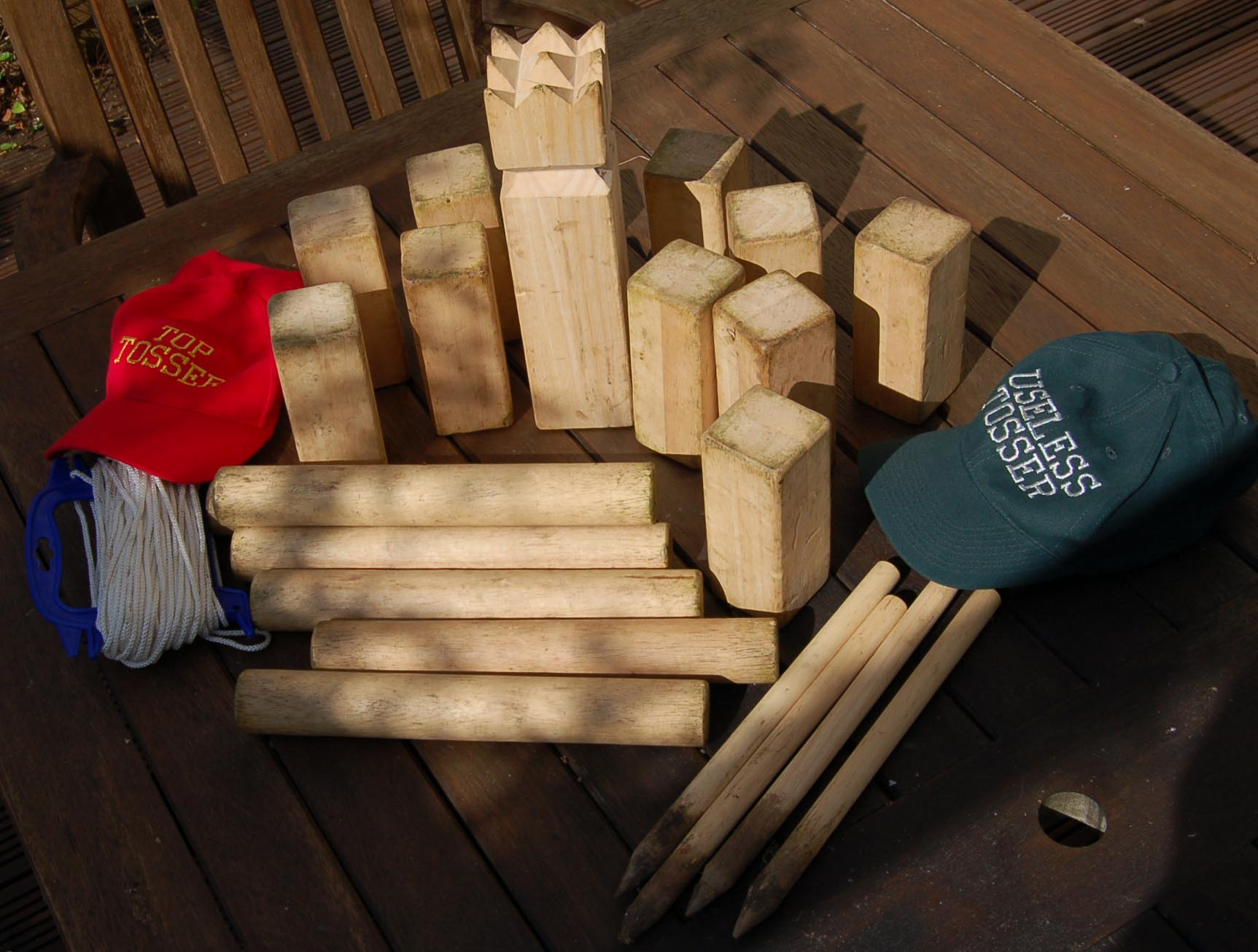
Un conjunt típic

En el kubb s'utilitzen vint-i-una  o vint-i-tres peces de joc:
- Deu kubbs, blocs rectangulars de fusta de 10–15 cm d'alçada i base quadrada de 5–7 cm de costat
- Un rei, una peça de fusta més gran 25–30 cm d'alçada i base quadrada de 7–9 cm de costat, de vegades adornada amb un dibuix d'una de corona a la part superior.
- Sis bastons o porres cilíndrics de 25–30 cm de llarg i 2,5–4,4 cm de diàmetre.
- Quatre o sis barres o agulles de marcatge del camp, quatre per designar les cantonades del camp i, si n'hi ha sis, dos per marcar la línia central.

## Configuració

Dimensions d'un camp de kubb amb quatre agulles de marcatge; se'n pot col·locar una més a cada extrem de la línia central

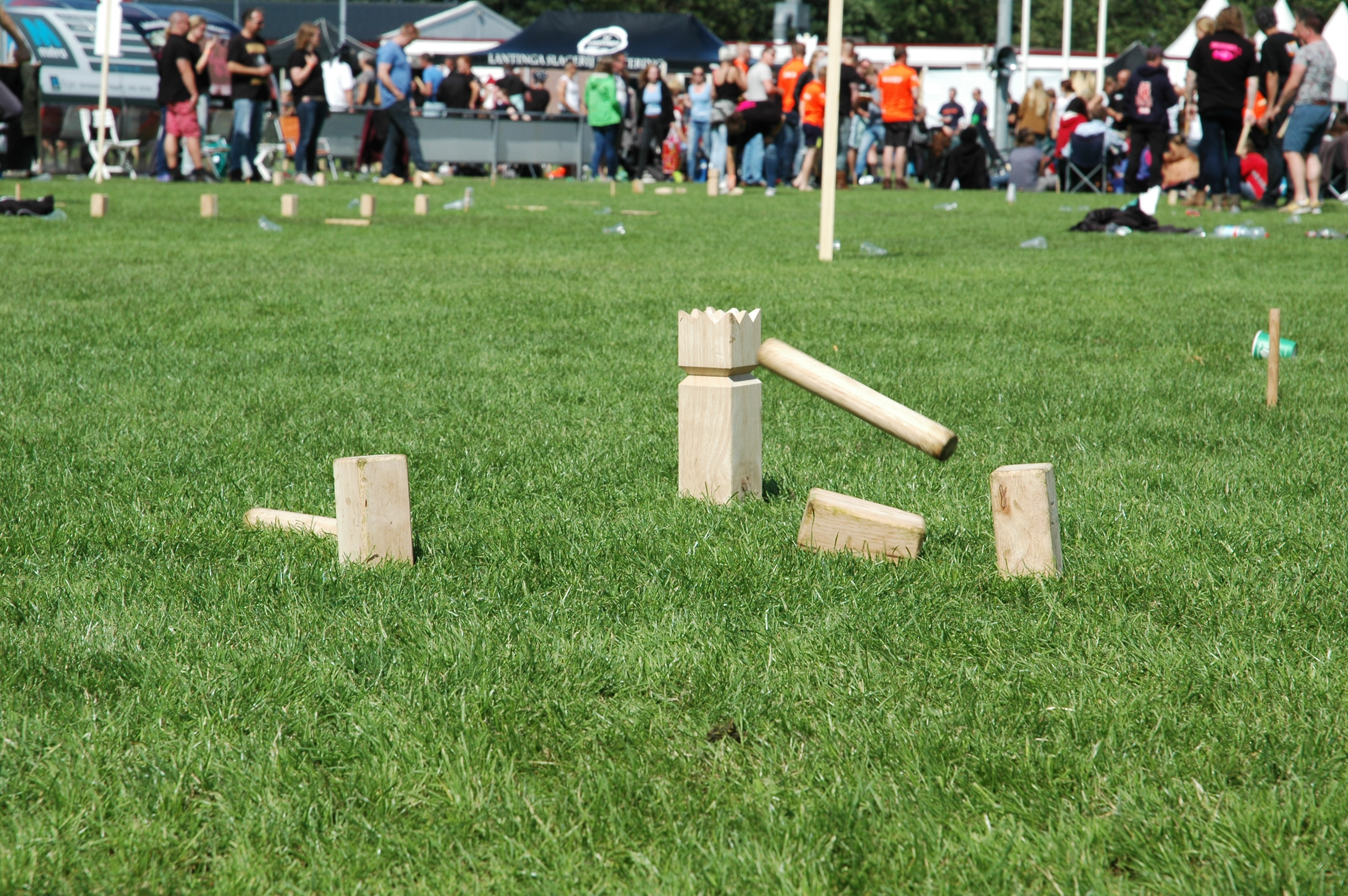
Rei i pals en un conjunt tradicional de kubb al Campionat d'Holanda

Segons les regles del Campionat dels Estats Units i les regles del Campionat del Món, el kubb es juga en un camp rectangular de 5 metres per 8 metres. Es col·loquen estaques de cantonada de manera que es formi un rectangle. Les estaques centrals es col·loquen al mig de les línies laterals (vores llargues del rectangle), que divideixen el camp en dues meitats. No calen altres marcadors per delimitar els límits del camp, tot i que sí que es permeten marques que no interfereixin amb el joc, com ara línies de guix.
El rei es col·loca dret al centre del camp, i els kubbs es col·loquen sobre les línies de base (vores curtes del rectangle), cinc kubbs a cada costat equidistants entre si.
Els kubbs que comencen el joc des de la línia de fons s'anomenen kubbs de base . La línia de base hauria de passar pel centre dels kubbs. Per a nens petits, la longitud del vamp de joc es pot escurçar.

## Regles
Hi ha dues regles oficials de torneig disponibles per al kubb: les regles del Campionat Mundial i les regles del Campionat Nacional dels Estats Units.

### Resum del reglament del Campionat Nacional dels EUA

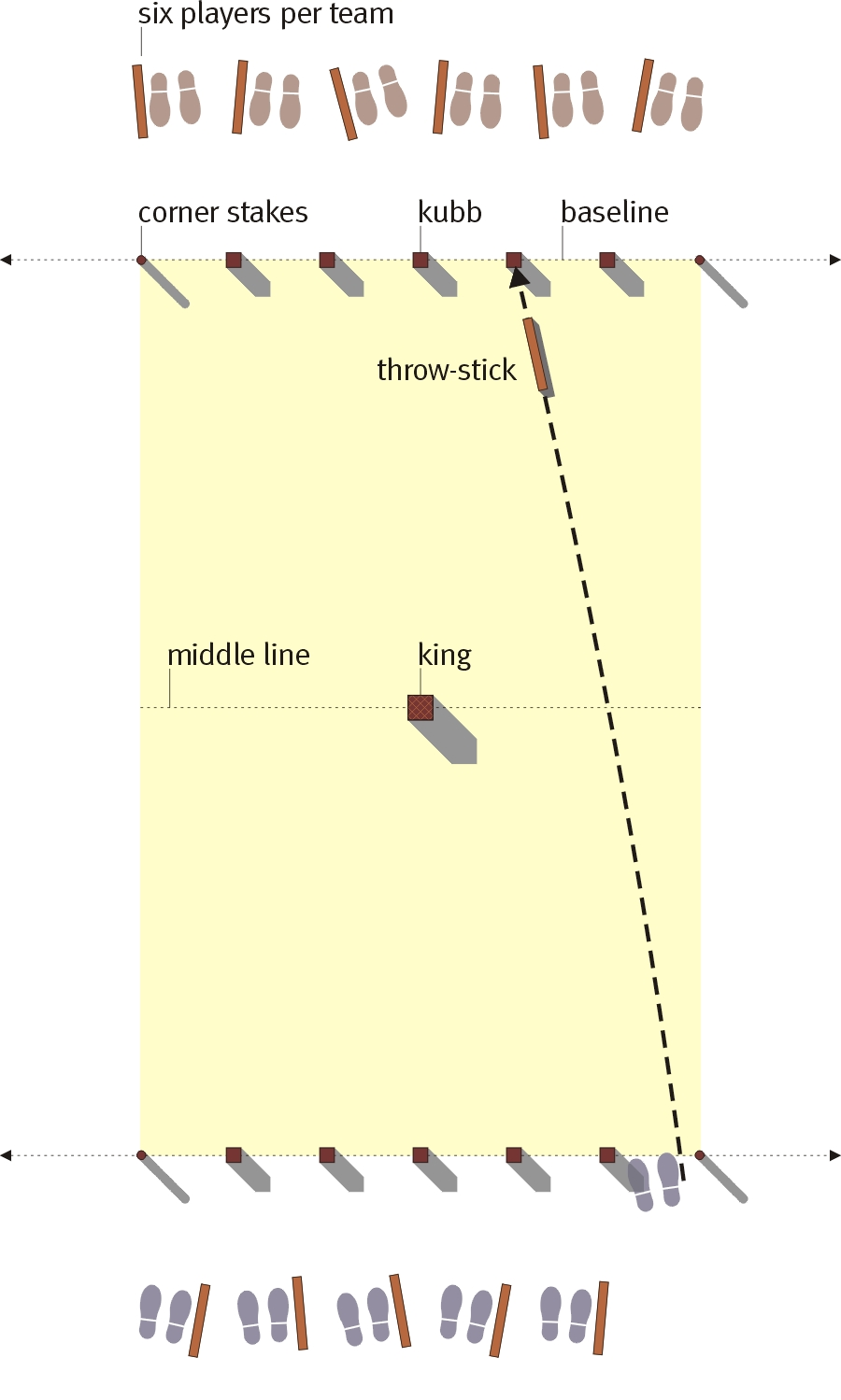
Configuració del camp de Kubb

El kubb es juga entre dos equips, que poden estar formats per una  persona o més per equip, fins a sis. No cal que eks dis equips tinguin el mateix nombre de participants, perquè cada equip només té sis bastons per llençar.
Hi ha dues fases per al torn de cada equip:
1. L'equip A llança les sis porres des de la seva línia de fons, als kubbs alineats del seu oponent (anomenats kubbs de línia de fons). Els llançaments s'han de fer amb la mà per sota el maluc i, si els bastons giren, han de girar de punta a punta a no més de 45 graus respecte a la vertical. No es permet llançar porres per sobre les espatlles, de costat o girar-les d'un costat a l'altre (com un helicòpter).
2. Els kubbs que l'equip A tomba amb èxit són llançats per l'equip B a la meitat del camp de l'equip A, i es posen drets per l'equip A. Aquests kubbs recentment llançats s'anomenen kubbs de camp . L'estratègia clau és mantenir-los a prop els uns dels altres per tal de poder colpejar-ne més d'un amb un sol llançament de porres. El jugador que llança els kubbs s'anomena inkastare.

Si un kubb es llança fora de joc, és a dir, fora dels límits o no més enllà de la línia mitjana, es dóna un intent més. Si aquest també surt, el kubb es converteix en un "kubb de càstig" i l'equip contrari pot col·locar-lo a qualsevol lloc de la meitat pròpia, sempre que estigui almenys a una distància de un bastó d'un marcador de cantonada o del rei. Si un kubb llançat tomba un kubb de línia de base o de camp existent, els kubbs de camp s'eleven a la ubicació on descansen, i els kubbs de línia de base s'eleven a la seva ubicació original.
Aleshores, el joc canvia de mans i l'equip B llança les porres als kubbs de l'equip A, però primer ha de tombar qualsevol kubb de camp que estigui dret. Si un kubb de línia de base es tomba abans de tots els kubbs de camp restants, el kubb de línia de base torna a la seva posició vertical. Els kubbs de camp que es redrecen a causa de l'impuls de l'impacte es consideren tombats. També si acaben inclinant-se i recolzant-se en una peça de joc. De nou, tots els kubbs que són tombats es llencen de nou a la meitat oposada del camp i després s'aixequen.

Si algun dels equips no aconsegueix tombar tots els kubbs de camp abans que acabi el seu torn, el kubb més proper a la línia central representa ara la línia de base de l'equip contrari, i els llançadors poden acostar-se a aquesta línia per llançar als kubbs del seu oponent. Aquesta regla només s'aplica a llançar els bastons als kubbs de camp i de la línia de fons de l'equip contrari; els kubbs caiguts es llancen des de la línia de fons original, igual que els intents de tombar el rei (vegeu més avall).

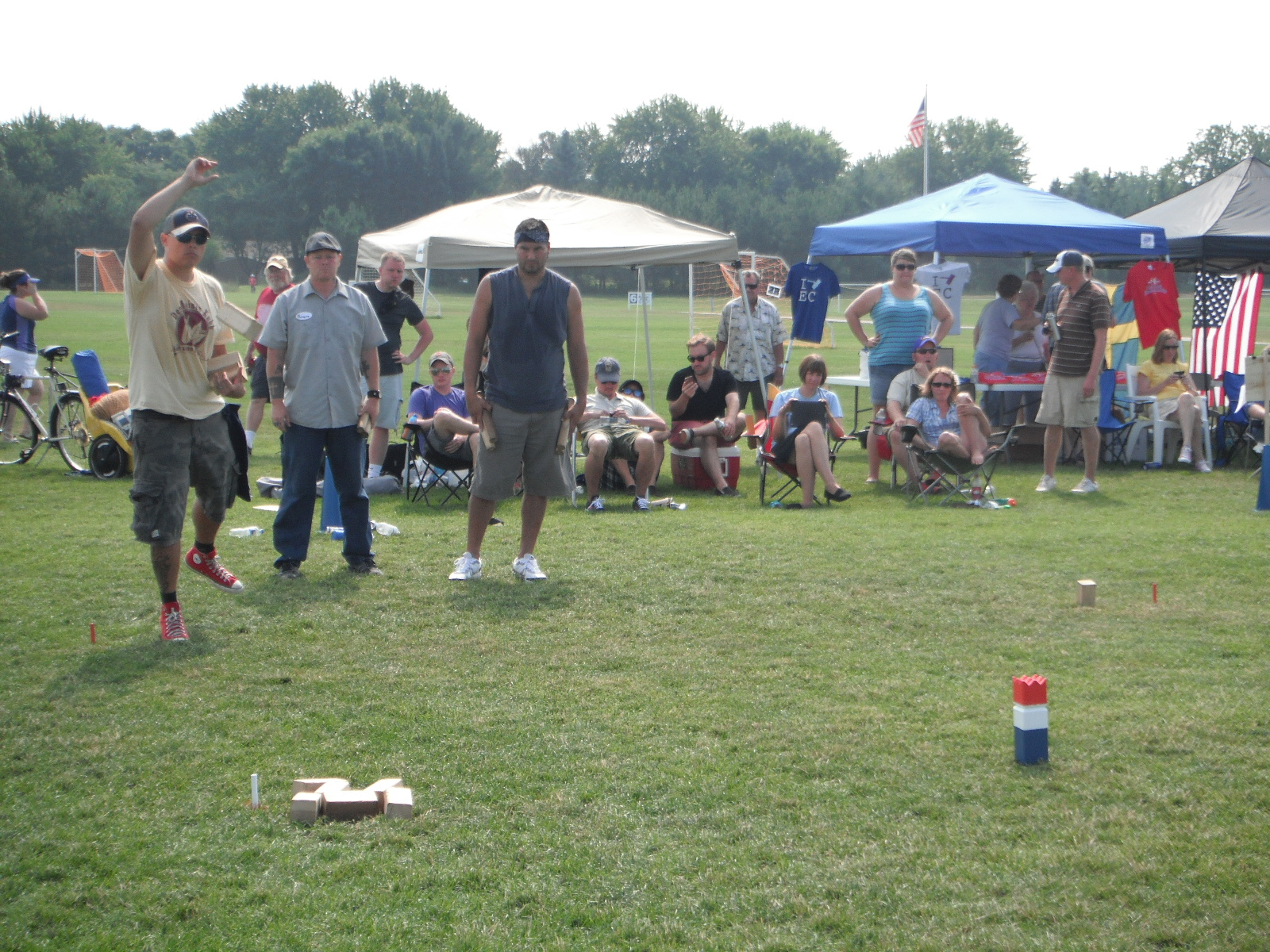
Equip participant en un torneig de kubb. El jugador està llançant (inkasting) els kubbs de tornada al camp.

El joc continua d'aquesta manera fins que un equip aconsegueix tombar tots els kubbs de la meitat del camp de l'equip contrari. Si l'equip anterior encara té porres per llançar, ara intenta tombar el rei. Si un llançador aconsegueix tombar el rei, el seu equip ha guanyat la partida.
Si en qualsevol moment durant la partida el rei és tombat per un bastó o un kubb mentre l'equip contrari encara té kubbs a la seva meitat de camp, l'equip que llança perd immediatament la partida.
En tornejos, els guanyadors normalment es determinen jugant al millor de tres.
Per al joc informal entre jugadors amb habilitats molt diferents, com ara un adult i un nen, es permet escurçar la longitud del camp. Una altra opció és que els dos jugadors juguin al mateix equip i vagin canviant de bàndol durant el joc.

## Tornejos
El Campionat Mundial de Kubb se celebra anualment a l'illa de Gotland, Suècia. El Campionat dels Estats Units se celebra anualment a Eau Claire, Wisconsin .
Els tornejos als Estats Units s'han multiplicat des del 2007, especialment al Mig Oest. El 2016, la llista de tornejos dels EUA incloïa més de 40 tornejos. La majoria dels tornejos es disputen a Minnesota i Wisconsin.
El 2013, es va reintroduir el Campionat del Mig Oest dels Estats Units. El torneig anual recorre tot el Midwest. (2013: Rockford, Illinois; 2014: Decorah, Iowa; 2015: Madison, Wisconsin; 2016: Madison, Wisconsin; 2017: Shakopee, Minnesota; 2018: Canton, Ohio)
Els tornejos europeus se celebren a Suècia, Alemanya, Suïssa, Bèlgica, els Països Baixos, la República Txeca, el Regne Unit i Itàlia. La majoria de regions tenen el seu propi campionat nacional.